# Katmai National Park

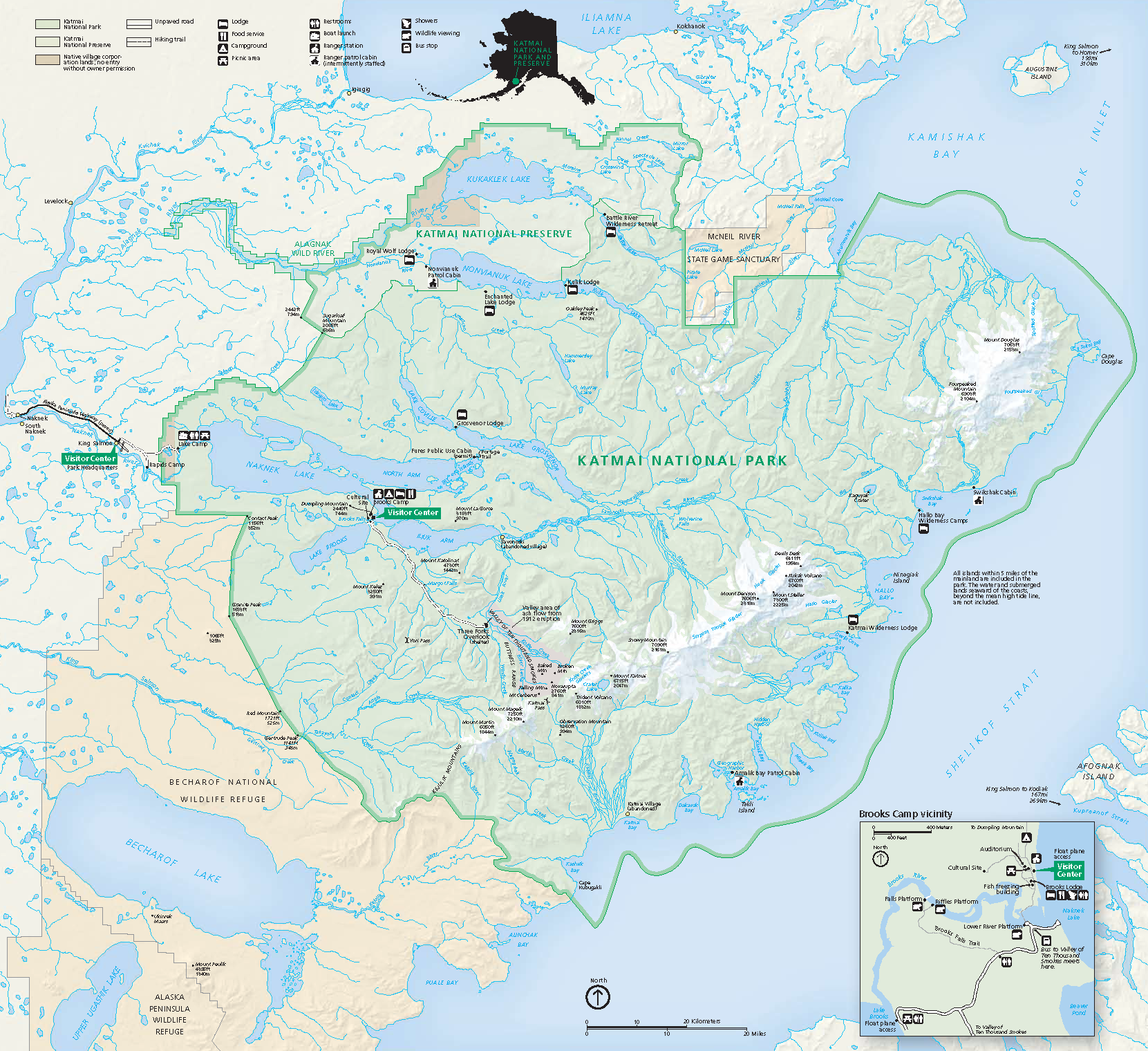
Kaart van Katmai National Park

Katmai National Park is een Amerikaans nationaal park in het zuiden van de staat Alaska, gelegen op het Alaska-schiereiland. Het ligt ongeveer 450 kilometer ten zuidwesten van de stad Anchorage. Het gebied is alleen per boot of vliegtuig te bereiken. Het gebied stond al jaren op de lijst om "gepromoveerd" te worden tot nationaal park, maar kreeg die status pas in 1980. Het terrein is in totaal 19.122 km² groot. Het heeft een kustlijn van 160 kilometer lengte.
In het park liggen 15 vulkanen waarvan er nog 5 actief zijn, waaronder de Katmai en de Novarupta. Er is ook de Valley of Ten Thousand Smokes. Net zoals de natuur in Alaska zelf, bestaat het reservaat voornamelijk uit dichte bossen met naaldbomen, toendras en bergmeren. Het park leent zich uitstekend voor vissen. Het water zit vol met zalm en forel. Op het land leven dan de bruine beer, eland, kariboe, rode vos en lynx. Tot slot is het foerageergebied voor talloze watervogels en roofvogels. Langs de zoutwaterkust komen zeeleeuwen en otters voor.